# EMS Champion Post Algeria
EMS Champion Post Algeria est une entreprise algérienne filiale d'Algérie Poste chargée des activités de colis express.
EMS Champion Post Algeria est classée 1ère en Afrique et dans le monde arabe par l'Union postale universelle (UPU) en 2020 en se positionnant à la 16 ème place mondiale sur les 198 pays que compte la Coopérative EMS .  
L’EMS Champion Post Algeria.SPA, a engagé un processus de modernisation et de développement qui lui permet d’offrir à ses clients une prestation de qualité à des prix compétitifs.  
Nos services se conforment aux Normes et Standards Internationaux fixés par la Coopérative EMS de l’Union Postale Universelle .UPU, à laquelle notre société est affiliée en qualité de membre permanent.
S’agissant d’un service destiné à répondre à des besoins définis, le service Champion Post, présente les avantages suivants :
Rapidité, fiabilité et sécurité, suivi électronique des envois.
Des prestations personnalisables selon les besoins, un système de traçabilité et un retour d’information fiable (IPS Track and Trace).
► Une prestation personnalisée adaptée à vos besoins spécifiques.
► Un système de traçabilité, et de retour d’information fiable (Track & Trace).
► Plus de 30 ans de savoir-faire développé en Algérie.
► Un personnel qualifié avec une parfaite maitrise du métier de l’Express.
► Des réseaux EMS étendus (national et international) avec une forte capacité logistique ; une couverture totale de 43 wilayas, de bout en bout par le biais de nos agences implantées sur le territoire national.
SES CLIENTS:
► Gouvernement et institutions
► Entreprises publiques et privées
► Clients particuliers
► Plateforme de ventes en ligne
► E-Commerce
► Clients grands comptes et multinationales
SES SERVICES SONT:
► La collecte, le transport et la livraison des colis, Marchandises et documents
► Livraisons à domicile ou en Points relais
► Accès à la preuve de livraison
► Une traçabilité et un suivi de l’envoi sur internet
► Des prestations personnalisées
► Les meilleurs tarifs en mode Express
► Un service client de qualité
► Une facturation électronique et personnalisée
► Divers services en zone sous-douane
créée en 1987 pour mener à bien les activités de colis express d'Algérie Poste. 